# Diretrizes de interface humana

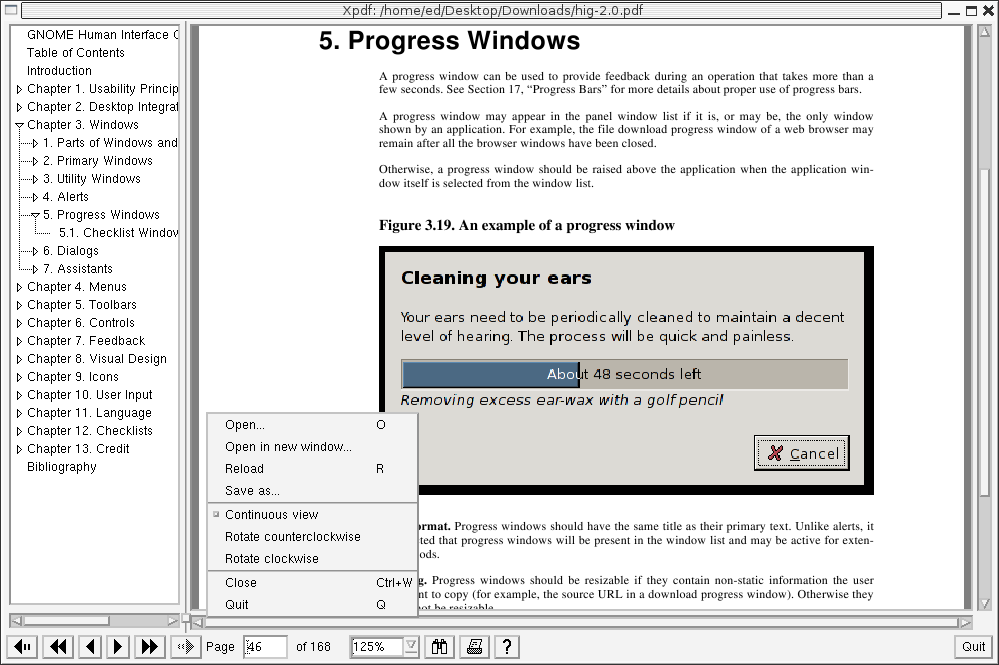
O documento descrito é uma página da Seção 5 "Janelas de Progresso" das Diretrizes de Interface Humana do GNOME.

Human interface guidelines (HIG), literalmente Diretrizes para interfaces humanas, são documentos que oferecem a desenvolvedores de software uma série de recomendações. Seu objetivo é melhorar a experiência do usuário através de interfaces mais intuitivas, didáticas e consistentes. A maioria das diretrizes limitam-se a definir uma aparência comum para os aplicativos desenvolvidos para um determinado Ambiente de desktop. As diretrizes estabelecem políticas específicas. As políticas são, por vezes, baseadas em estudos sobre a interação humano-computador (ou também em testes de usabilidade, mas na maioria das vezes, são baseadas em convenções arbitrárias adotadas pelos desenvolvedores das plataformas). 
As HIG também pode definir a terminologia padrão e a semântica relacionada a certos elementos ou ações. Em geral, isso se restringe à semântica  do ambiente de desktop ou do sistema de arquivos.
O objetivo central das HIG é criar uma experiência consistente no ambiente (em geral um sistema operativo ou um ambiente de desktop), incluindo os aplicativos e outras ferramentas que possam ser utilizadas. Isso significa que os aplicativos possuem um mesmo design e elementos comuns da interface – alguns simples, como botões e ícones, outros mais complexos, como caixas de diálogo.
As HIGs devem ser vistas como uma importante recomendação para ajudar os desenvolvedores a criar aplicativos melhores. Mas os desenvolvedores estão livres para romper com as regras estabelecidas se pensam que estas não se aplicam a seu aplicativo ou se os testes de usabilidade mostram alguma vantagem em fazê-lo.  A interface do Mozilla Firefox, por exemplo, não segue as HIGs do projeto GNOME , sendo este um dos principais argumentos para incluir o Epiphany ao invés do Firefox como navegador padrão da distribuição GNOME.

## Escopo
As Human Interface Guidelines indicam um conjunto de regras de utilidade geral. Descrevem as regras visuais do design, incluindo desenho de ícones e estilo de janelas. Especificam com frequência como serão os mecanismos de entrada e a interação destes com o usuário
As HIG também pode definir a terminologia padrão e a semântica relacionada a certos elementos ou ações. Em geral, isso se restringe à semântica  do ambiente de desktop ou do sistema de arquivos.

## Diretrizes cross-platform
Em contraste com as diretrizes específicas de plataformas, as diretrizes cross-platform não estão relacionadas a um único ambiente de desktop. Essas diretrizes fazem recomendações que devem ser verdadeiras em qualquer plataforma utilizada. Uma vez que nem sempre é possível cumrpir com o objetivo das HIG cross-platform, o peso destas é maior como uma observância do que como uma obrigatoriedade. 

## Exemplos de HIG

### Linux,macOS,Unix-like
- Elementary OS Human Interface Guidelines
- GNOME Human Interface Guidelines
- KDE Human Interface Guidelines
- macOS Human Interface Guidelines
- OLPC Human Interface Guidelines
- Ubuntu App Design Guides
- Xfce UI Guidelines
- Motif and CDE 2.1 Style Guide
- (Classic) Macintosh Human Interface Guidelines

### Linguagem de programação
- Java Look and Feel Design Guidelines, and Advanced Topics (2001)

### Dispositivo móvel
- Android Design
- Apple Watch Human Interface Guidelines
- iOS Human Interface Guidelines

### Microsoft Windows
- Windows User Experience Interaction Guidelines (for Windows 7 and Windows Vista)
- Microsoft Fluent Design System (for Windows 10-based devices)
- Design library for Windows Phone

### Diversas
- Eclipse User Interface Guidelines (2007)
- wyoGuide, a cross-platform HIG (wxWidgets)
- ELMER (guidelines for public forms on the internet)
- Haiku Human Interface Guidelines
- Material Design Guidelines